# Вільгельмув
Вільгельмув (пол. Wilhelmów) — село в Польщі, у гміні Блендув Груєцького повіту Мазовецького воєводства.
Населення — 211 осіб (2011).
У 1975-1998 роках село належало до Радомського воєводства.

## Демографія
Демографічна структура станом на 31 березня 2011 року:
|          | Загалом | Допрацездатний вік | Працездатний вік | Постпрацездатний вік |
| -------- | ------- | ------------------ | ---------------- | -------------------- |
| Чоловіки | 112     | 22                 | 79               | 11                   |
| Жінки    | 99      | 21                 | 54               | 24                   |
| Разом    | 211     | 43                 | 133              | 35                   |